# Ablabius Illustris
Pour les articles homonymes, voir Ablabius (homonymie).
Ablabius Illustris (en grec : Ἀβλάβιος Ἰλλούστριος / Ablabius Illoustrios) est un philosophe, rhéteur, poète et évêque grec qui vécut entre la seconde moitié du IVe siècle et la première moitié du Ve siècle.
Originaire de Galatie, disciple du sophiste Troïlus (ou Troïlos), Ablabius l'Illustre est d'abord professeur de rhétorique puis évêque des Novatiens à Nicée. Il est probablement le même rhéteur galate avec qui Libanios, Grégoire de Nazianze et Grégoire de Nysse ont correspondu.
Il ne nous reste de lui qu'une épigramme conservée dans les anthologies de Constantin Céphalas et de Maxime Planude.